# William Archer
William Archer (n. Perth, 23 de septiembre de 1856-27 de diciembre de 1924) fue un dramaturgo y crítico teatral escocés. Asistió a la Universidad de Edimburgo, donde recibió su maestría en 1876. 

## Carrera literaria
Se convirtió en uno de los principales escritores del Edinburgh Evening News en 1875 y, tras pasar un año en Australia, regresó a Edimburgo. En 1879, se hizo crítico de teatro del London Figaro y, en 1884, obtuvo el mismo empleo en World, donde permaneció hasta 1905. Rápidamente, adquirió un espacio prominente en la literatura londinense.
Archer tuvo mucho que ver en la introducción del escritor noruego Henrik Ibsen al público inglés por su traducción de Los pilares de la sociedad, obra producida en 1880 en el Teatro Gaiety de Londres. También tradujo, solo o en colaboración, otras producciones del teatro escandinavo, tales como Casa de muñecas (1889) y The Master Builder (1893) de Ibsen;  Una visita (1892) de Edvard Brandes; Peer Gynt (1892) de Ibsen; Little Eyolf (1895); y John Gabriel Borkman (1897). Posteriormente, tradujo editó el libro en cinco volúmenes de Henrik Ibsen, Prosa y Dramas (1890-1891).
Fue amigo de George Bernard Shaw e hizo los arreglos para que sus obras fueran traducidas al alemán. Un intento de colaboración en una pieza, Widower's Houses, no funcionó y Archer fue a menudo crítico de la obra de Shaw. Por un tiempo, Archer vivió cerca de la Plaza Fitzroy en el centro de Londres, al lado de donde Shaw vivía.
Durante la Primera Guerra Mundial, Archer escribió una serie de cartas abiertas en nombre de la Oficina británica de Propaganda de Guerra, argumentando sobre la culpabilidad de Alemania en iniciar el conflicto. Archer veía a los aliados (incluyendo al Reino Unido) como espectadores inocentes, forzados a defender el mundo contra la militancia alemana.
Su obra, La diosa verde, fue producida por Winthrop Ames en el Teatro Booth en Nueva York. Se trató de un melodrama que tuvo éxito popular, aunque relativamente menor importancia que su trabajo como crítico de teatro.

## Obras

### Críticas
- English Dramatists of To-day (1882)
- Henry Irving (1883), un estudio
- About the Theatre (1886)
- Study in the Psychology of Acting (1886)
- Masks or Faces? (1888)
- W. C. Macready (1890), una biografía
- "The Theatrical World" (1893), 5 volúmenes
- America To-day, Observations and Reflections
- Poets the Younger Generation (1901)
- Real Conversations (1904)
- A National Theatre: Scheme and Estimates (1907), con H. Granville Barker.
- Through Afro-America (1910)
- La vida, juicio y muerte de Francisco Ferrer (1911)
- Play-Making (1912)
- The Old Drama and the New (1923)

### Piezas de teatro
- Guerra es guerra (1919)
- La diosa ver (1921)